# Ernst Kegel
Friedrich Moritz Ernst Kegel (* 11. April 1876 in Niederhaßlau; † 14. Februar 1945 in Dresden) war ein deutscher Chemiker. Ihm wurde weltweit als Erstem der Titel eines Doktoringenieurs (Dr.-Ing.) im Rahmen einer normalen Promotion verliehen.

## Leben und Wirken
Der wegen des frühen Tods des Vaters in der Vormundschaft eines Onkels aufgewachsene Ernst Kegel machte 1895 das Abitur auf einem Realgymnasium. Er begann das Studium des Maschinenbaus, wechselte dann aber bald zur Chemie an der Technischen Hochschule Dresden, was er 1899 abschloss. Im Jahre 1900 wurde er mit einer Dissertation „Zur Frage der Constitution der Paraoxyazokörper“ promoviert. Er war damit „nicht nur der erste Dr.-Ing. der chemischen Abteilung der Technischen Hochschule Dresden, sondern erhielt weltweit als Erster diesen akademischen Titel. Bis dahin waren nur zwei Ehrenpromotionen mit diesem Titel verliehen worden.“
Nach ersten Anstellungen lehrte Kegel am Technikum in Altenburg. Seit 1907 arbeitete Kegel für die Chemische Fabrik v. Heyden in Radebeul, wo er bald zum Betriebsleiter ernannt wurde und 1914 zum Leiter des Kontrolllaboratoriums aufstieg. In den Jahren seiner Berufstätigkeit bis zur Pensionierung zum 1. Oktober 1942 war Kegel maßgeblich an der Entwicklung zahlreicher synthetischer Heilstoffe und Medikamente beteiligt, so beispielsweise an Silargetten, Coffetylin und Gastrosil, insbesondere jedoch an der großtechnischen Herstellung von Acetylsalicylsäure.
Nach der Pensionierung 1942 unterrichtete Kegel als Chemielehrer am Radebeuler Lößnitzgymnasium. 
Kegel starb 1945 während der Luftangriffe auf Dresden beim Tagesangriff am 14. Februar. Der in Radebeul lebende Kegel wurde auf dem Friedhof Radebeul-Ost beerdigt.
Kegel war der Vater der Konzert- und Oratoriensängerin Gerda Beyer-Kegel (1910–1986), die ebenfalls auf diesem Friedhof beerdigt ist.
Seit 2001 trägt eine Straße in Radebeul seinen Namen, er selbst wohnte in der Meißner Straße 108.

## Schriften
- Zur Frage der Constitution der Paraoxyazokörper. Dissertation 1900.